# Eurazhdarcho
Eurazhdarcho es un género extinto de pterosaurio perteneciente a la familia de los azdárquidos encontrado en la zona de Transilvania, Rumania, en depósitos del Cretácico Superior.

## Descubrimiento

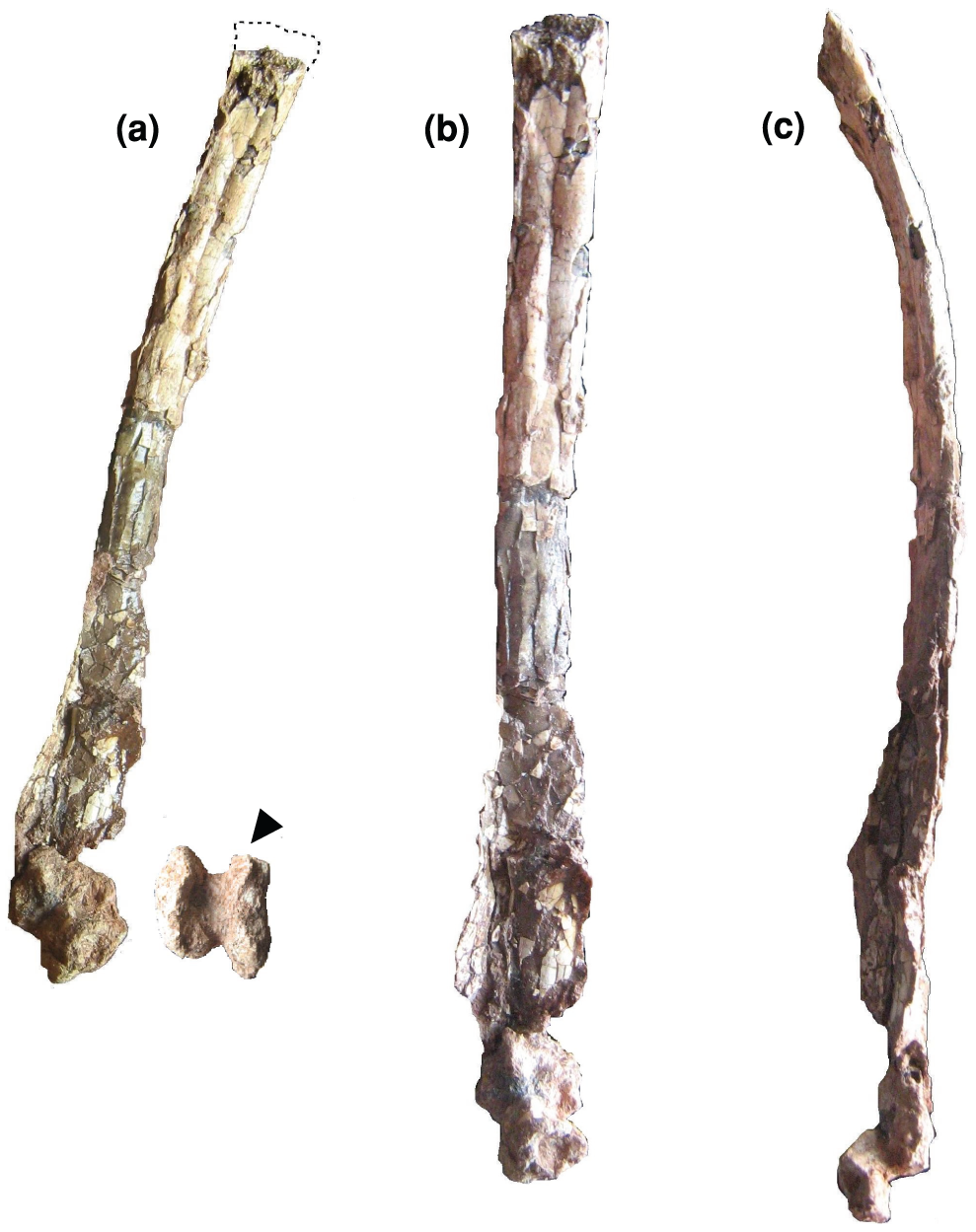
Cuarto hueso metacarpiano

En 2009, Mátyás Vremir descubrió los restos de un pterosaurio en Lancrǎm, cerca de Sebeş-Glod en Transilvania, en el sitio SbG-B. Él los donó al Museo Erdélyi de la Societății Muzeului Ardelean (Sociedad de Museos Transilvana). Excavaciones subsecuentes hechas por Vremir descubrieron huesos adicionales del mismo individuo y fueron añadidos por él a la colección de la Universidad Babeș-Bolyai.
En 2013, Vremir, Alexander Wilhelm Armin Kellner, Darren Naish y Gareth Dyke nombraron y describieron a la especie tipo Eurazhdarcho langendorfensis. El nombre del género combina el nombre de Europa con el del género relacionado Azhdarcho. El nombre de la especie se refiere a Langendorf, el nombre de Lancrǎm en el lenguaje de la minoría alemana de Rumanía. El artículo apareció en la publicación electrónica PLoS ONE sin una versión impresa de referencia; aun así el taxón posee validez bajo las nuevas reglas de la ICZN.
El holotipo, EME VP 312, fue hallado en una capa de la Formación Sebeş que data de finales del Maastrichtiense Superior, hace cerca de sesenta y nueve millones de años. Consiste en un esqueleto parcial que carece del cráneo. Incluye tres vértebras del cuello de entre las cuales la tercera y cuarta están casi completas; el tercer y cuarto metacarpiano; la parte superior de la primera falange del dedo alar; la parte inferior de la segunda falange; una falange inferior de uno de los otros dedos y algunos fragmentos indeterminados. El material de la Universidad de Babeș-Bolyai Uestá incluido dentro de esta enumeración sin indicarse por un número distinto de catálogo. La calidad general de los huesos es pobre ya que mucha de su corteza exterior está rota o erosionada y las estructuras internas está presentes como impresiones de moldes naturales. Los fósiles no están completamente aplanados, preservándose en tres dimensiones, pero la compresión causó cierta distorsión en estos. Probablemente el cadáver fue depositado por una inundación sobre su espalda en el fango cerca de la orilla de un río. Tras esto quedó expuesto al aire, la intemperie y siendo devorado por carroñeros como queda evidenciado por algunas marcas de mordidas circulares infligidas por los dientes cónicos de alguna especie de Crocodyliformes. Más tarde fue cubierto por una delgada capa de lodo, siendo dañado por escarabajos y termitas
Los autores señalaron que en los mismos estratos rumanos se encontró al azdárquido gigante Hatzegopteryx; sin embargo los fósiles conocidos de ambos géneros no se superponen. Los autores consideraron que no era probable que fueran el mismo animal debido a que el mucho menor EME VP 312 parece representar un individuo adulto.

## Descripción

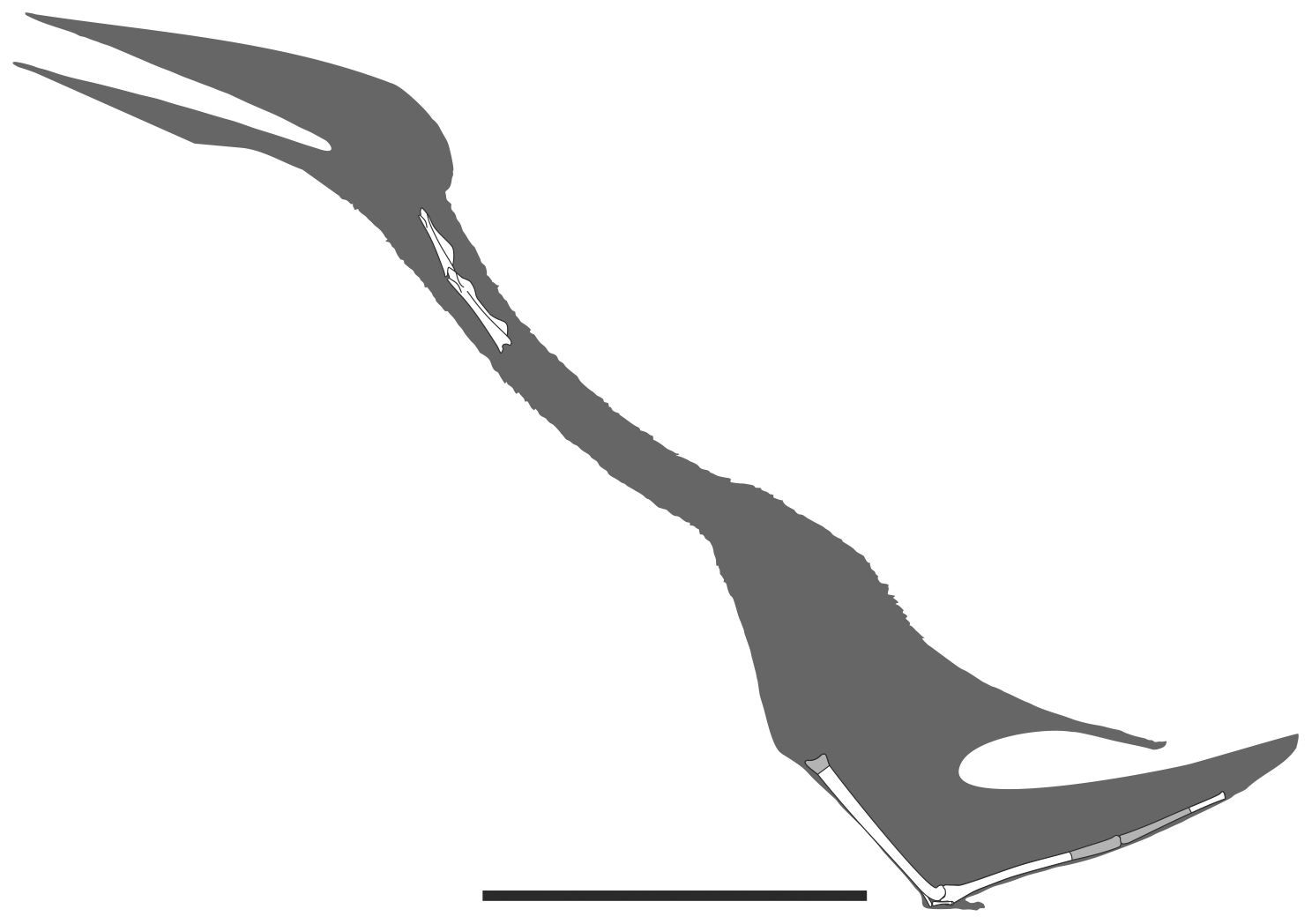
Reconstrucción en silueta del animal mostrando los restos recuperados.

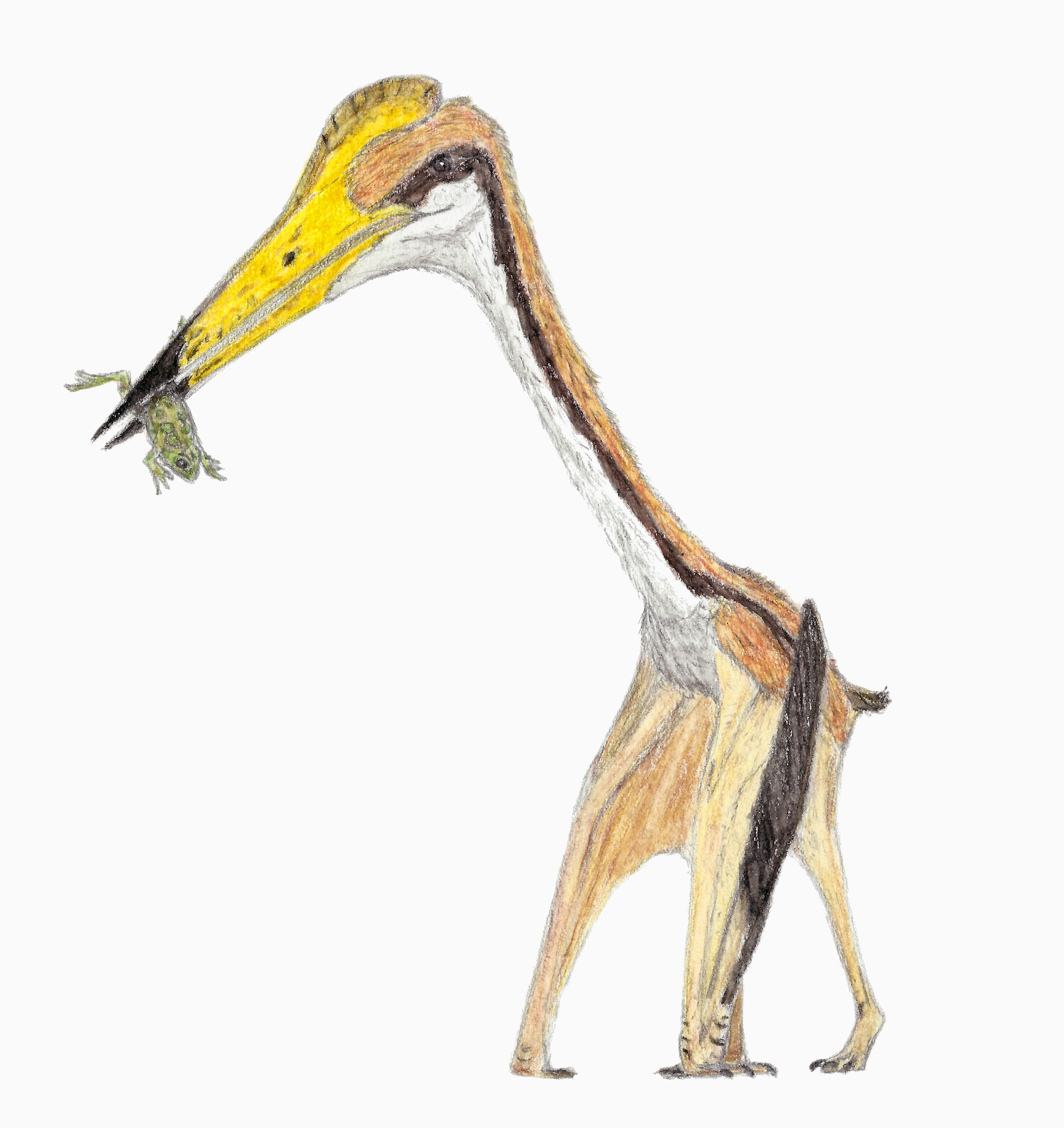
Recreación en vida.

Eurazhdarcho es un azdárquido de tamaño medio. Los autores estimaron su envergadura en tres metros, extrapolándola de la longitud estimada del cuarto metacarpo de cerca de veinticinco centímetros.
Los autores establecieron algunos rasgos distintivos, todos presentes en las vértebras cervicales. La tercera vértebra del cuello tenía una longitud equivalente a tres cuartos de la longitud de la cuarta vértebra, mientras que el 60% de esa longitud es lo normal en los azdárquidos. Los cuellos de las prezigapófisis, el proceso de articulación frontal, están bien desarrollados y alargados, apuntando hacia adelante de forma oblicua y hacia afuera en un ángulo de 30° con respecto al largo eje de la vértebra. La preexapófisis, un proceso articular secundario al lado de la prezigapófisis, está bien desarrollado con una articulación apuntando hacia adelante y separada de un proceso, los restos de la diapófisis y posiblemente una costilla cervical, en la base externa de la prezigapófisis, por un profundo canal en su lado inferior. Las aberturas neumáticas, agujeros en los que entraban los sacos aéreos que se situaban a los lados, son pequeños y están situados en una posición baja.

## Filogenia
Eurazhdarcho fue asignado por los autores a la familia Azhdarchidae, basándose en el método de la anatomía comparada; no se llevó a cabo un análisis cladístico.

## Paleobiología

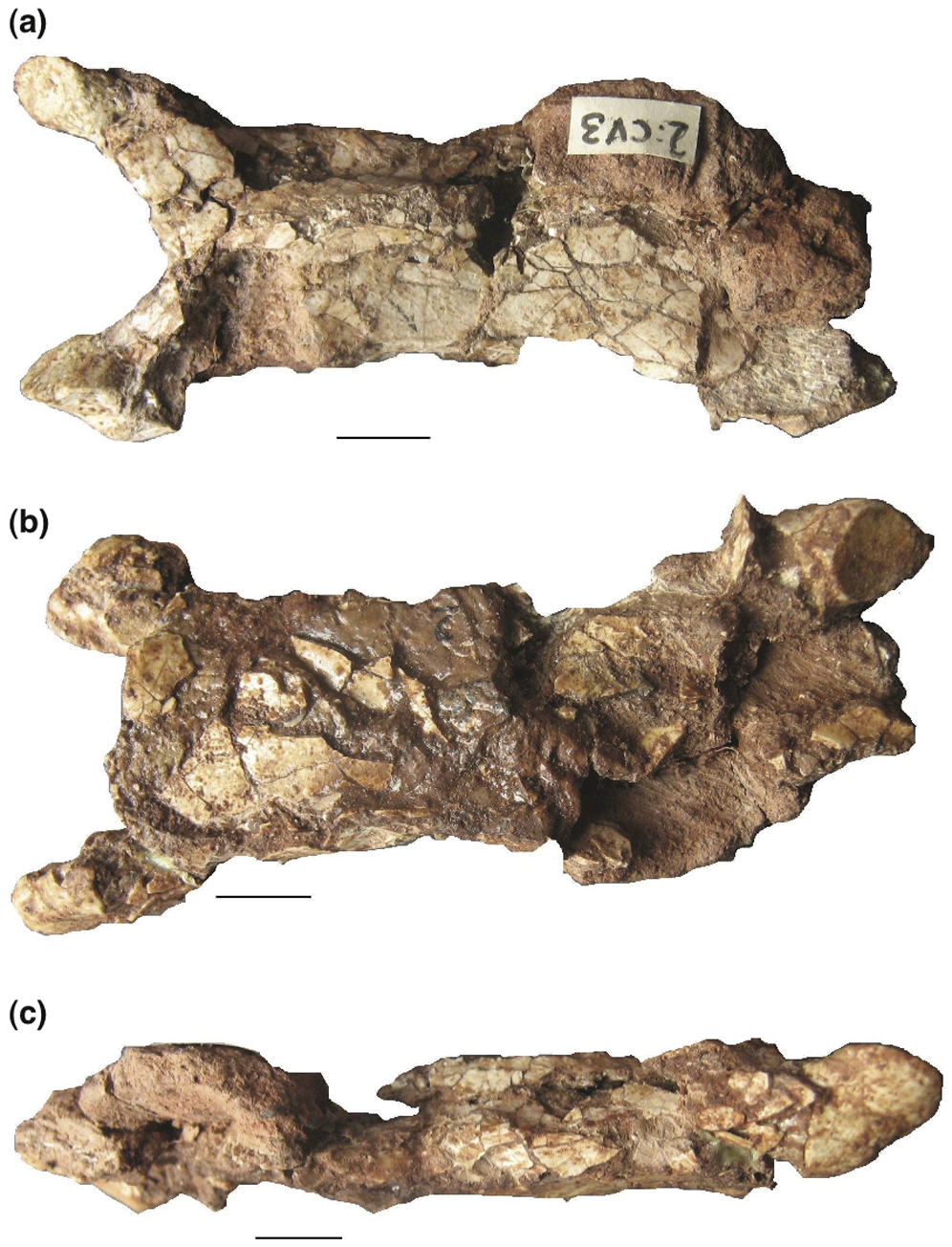
Tercera vértebra cervical

El área en la que se halló a Eurazhdarcho estaba localizada en el Cretácico Superior en la llamada Isla de Hațeg, parte del antiguo archipiélago europeo. En el sitio SbG-B, aunque solo abarca un área de apenas 200 m³, se han encontrado varios restos de distintas especies animales entre estas la tortuga Kallokibotion bajazidi, el hadrosauroide Telmatosaurus y una forma referida al titanosaurio Magyarosaurus. Esta fauna terrestre sugiere que Eurazdarcho no era un piscívoro costero que atrapaba peces volando, reafirmando el modelo ecológico de "supercigüeñas" de los azdárquidos, según el cual estos eran depredadores terrestres que capturaban animales pequeños mientras caminaban sobre sus cuatro patas.

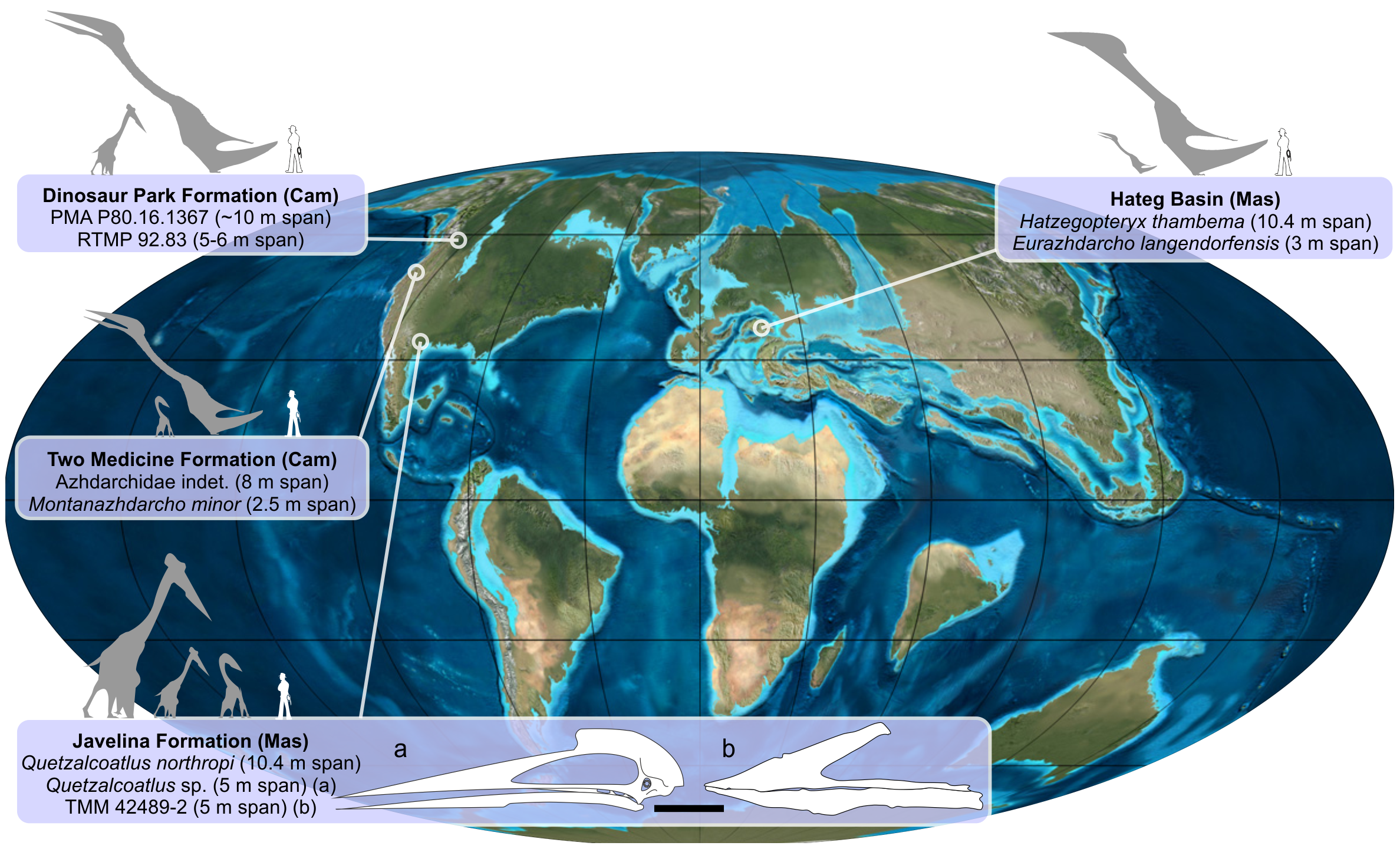
Mapa de sitios fósiles de azdárquidos y la diferenciación de tamaño

Si Eurazhdarcho era en realidad distinto de Hatzegopteryx, su descubrimiento implica la presencia de dos azdárquidos en la fauna de Hațeg, una gigantesca y otra de talla media. Esto sugiere que había una división en el nicho ecológico entre estos, aunque aún no es claro como esto se correlaciona con la preferencia de determinadas presas o las técnicas de caza. Esto refleja un patrón visto en otras faunas del Cretácico Superior las cuales muestran una combinación de una especie grande de azdárquido junto a una pequeña. En la Formación Javalina del Maastrichtiense de Texas se ha encontrado al enorme Quetzalcoatlus northropi y tambiémn al más pequeño Quetzalcoatlus sp. y a un azdarcoideo representado por el espécimen TMM 42489-2. En la fauna de la Formación Dos Medicinas del Campaniense de Montana se encuentra al pequeño Montanazhdarcho minor, con una envergadura de 2.5 metros, y también fragmentos de formas mayores con una envergadura de ocho metros. En la contemporánea Formación Dinosaur Park de Canadá se descubrió al ejemplar RTMP 92.83 con una envergadura de cinco a seis metros y a un espécimen mucho mayor, PMA P.80.16.1367 probablemente un animal de hasta 10 metros de envergadura.